# Maeotella
Maeotella Bryant, 1950 è un genere di ragni appartenente alla famiglia Salticidae.

## Distribuzione
L'unica specie oggi nota di questo genere è diffusa nelle Antille: in particolare finora è stata rinvenuta nell'isola di Giamaica e Hispaniola.

## Tassonomia
Gli esemplari di ambo i sessi descritti dai coniugi Peckham nel 1901 vennero denominati Saitis perplexus; a seguito di uno studio dell'aracnologa Bryant del 1950, sono assurti al rango di specie a sé.
A dicembre 2010, si compone di una specie:
- Maeotella perplexa (Peckham & Peckham, 1901)[2] — Giamaica, Hispaniola